# Tutin
Tutin (izvirno srbsko Тутин) je mesto v Srbiji, ki je središče istoimenske občine; slednja pa je del Raškega upravnega okraja.

## Demografija
V naselju živi 6135 polnoletnih prebivalcev, pri čemer je njihova povprečna starost 30,7 let (30,5 pri moških in 30,8 pri ženskah). Naselje ima 2059 gospodinjstev, pri čemer je povprečno število članov na gospodinjstvo 4,36.
|  |

| Demografija | Demografija     | Demografija     |
| Leto        | Št. prebivalcev | Št. prebivalcev |
| ----------- | --------------- | --------------- |
|             |                 |                 |
|             |                 |                 |
|             |                 |                 |
|             |                 |                 |
| 1948        | 600             |                 |
| 1953        | 870             |                 |
| 1961        | 1536            |                 |
| 1971        | 3458            |                 |
| 1981        | 6233            |                 |
| 1991        | 8840            | 8709            |
| 2002        | 11053           | 9111            |
|             |                 |                 |

| Etnična sestava po popisu iz leta 2002 | Etnična sestava po popisu iz leta 2002 | Etnična sestava po popisu iz leta 2002 | Etnična sestava po popisu iz leta 2002 | Etnična sestava po popisu iz leta 2002 |
| -------------------------------------- | -------------------------------------- | -------------------------------------- | -------------------------------------- | -------------------------------------- |
| Bošnjaki                               | Bošnjaki                               |                                        | 8.343                                  | 91,57%                                 |
| Srbi                                   | Srbi                                   |                                        | 598                                    | 6,56%                                  |
| Muslimani                              | Muslimani                              |                                        | 68                                     | 0,74%                                  |
| Goranci                                | Goranci                                |                                        | 19                                     | 0,20%                                  |
| Črnogorci                              | Črnogorci                              |                                        | 11                                     | 0,12%                                  |
| Jugoslovani                            | Jugoslovani                            |                                        | 10                                     | 0,10%                                  |
| Romi                                   | Romi                                   |                                        | 6                                      | 0,06%                                  |
| Albanci                                | Albanci                                |                                        | 5                                      | 0,05%                                  |
| Hrvati                                 | Hrvati                                 |                                        | 3                                      | 0,03%                                  |
| Madžari                                | Madžari                                |                                        | 3                                      | 0,03%                                  |
| Makedonci                              | Makedonci                              |                                        | 3                                      | 0,03%                                  |
| Ukrajinci                              | Ukrajinci                              |                                        | 1                                      | 0,01%                                  |
| Vlahi                                  | Vlahi                                  |                                        | 1                                      | 0,01%                                  |
| Bolgari                                | Bolgari                                |                                        | 1                                      | 0,01%                                  |
| Neznano                                | Neznano                                |                                        | 28                                     | 0,30%                                  |